# Плазувка (Підкарпатське воєводство)
Плазувка (пол. Płazówka) — село в Польщі, у гміні Дзіковець Кольбушовського повіту Підкарпатського воєводства.
Населення — 156 осіб (2011).
У 1975-1998 роках село належало до .

## Демографія
Демографічна структура станом на 31 березня 2011 року:
|          | Загалом | Допрацездатний вік | Працездатний вік | Постпрацездатний вік |
| -------- | ------- | ------------------ | ---------------- | -------------------- |
| Чоловіки | 88      | 25                 | 49               | 14                   |
| Жінки    | 68      | 10                 | 38               | 20                   |
| Разом    | 156     | 35                 | 87               | 34                   |